# Showdown (sport)
 For alternative betydninger, se Showdown. (Se også artikler, som begynder med Showdown)
Showdown er et boldspil for blinde, men det spilles også af en del normaltseende. Dermed er showdown en af de få idrætsgrene som bygger bro mellem handicappede og ikke-handicappede.
Der spilles på et aflangt bord med bander, sådan at bolden bliver på banen. Et showdownbord er 3,66 meter langt og 1,22 meter bredt. I hver ende af banen er der en mållomme. Spillerne er afblændet, det vil sige at de bærer sorte briller, så de kun bruger hørelsen under spillet. På den måde er alle spillere stillet lige, uanset om de er blinde eller ej.
Det er blevet sammenlignet med og omtalt som blinde-bordtennis, men minder måske endnu mere om airhockey. Der gives to point hver gang bolden går i mål, der gives et point til modstanderen hvergang man laver en fejl. Det er strengt forbudt at have mere (læs: andet) end en hånd "i" bordet, da man så kan forhindre modstanderen i at score. Spiller man blandt venner, eller turneringer, kan man aftale et bestemt tidsrum man vil spille i (normalt 15 minutter pr. sæt).   Man spiller i sæt som i bortennis. Man spiller i to sæt. Vinder de to spillere et sæt hver, så skal det hele afgøres i et tredje sæt.
Der er ikke mange der spiller showdown i Danmark. Der er normalt ca 30 spillere til et stævne, det vides ikke hvor mange der spiller rundt om i landet i diverse klubber.